# Rezurex
Rezurex é uma banda de psychobilly de Los Angeles, California. A banda era originalmente chamada de Lobo Negro. A banda Rezurex é marcada pelo seu som original baseado no psychobilly (estilo musical com influência do rockabilly e do punk). Daniel DeLeon (guitarrista e vocalista) é facilmente reconhecido na cena psychobilly pela maquilagem em sua face, uma caveira desenhada em apenas metade do seu rosto . 
Seu primeiro single, "Dia de los Muertos" foi lançado em novembro de 2004 pela Hellcat Records. O primeiro álbum da banda, Beyond the Grave, Foi lançado pela Fiend Force Records em 21 de Março de 2006. Em 2008  Banda lançou um novo álbum chamado Psycho Radio.

## Membros
- Daniel DeLeon - vocal, guitarra
- Manny - guitarra
- K.R.O - violoncello, contrabaixo
- Ben 9000 - bateria

## Álbuns de estúdio
- Beyond the Grave - 2006
- Psycho Radio - 2008
- Dance of the Dead - 2011